# Гололобы
Гололобы — деревня в Невельском районе Псковской области России. Входит в состав Ивановской волости. 

## География
Расположена на юго-восточном побережье озера Балаздынь, в 30 километрах к северо-востоку от районного центра, города Невеля, и в 1 км к югу от бывшего волостного центра, деревни Опухлики.

## Население
| 2001 | 2002 | 2010 |
| ---- | ---- | ---- |
| 77   | ↘66  | ↘52  |

Численность населения деревни по оценке на начало 2001 года составляла 77 человек.

## История
С января 1995 до апреля 2015 года деревня входила в состав ныне упразднённой Голубоозёрской волости.